# Wereldkampioenschappen schermen 2004
De 52ste wereldkampioenschappen schermen werden gehouden in New York, Verenigde Staten in 2004. De organisatie lag in de handen van de FIE. Aangezien in dit jaar ook de Olympische Spelen in Athene plaatsvonden, werden de enige competities die daar niet op het programma stond, sabel en floret voor vrouwen in ploegen, in New York geschermd.

## Resultaten

### Vrouwen
| Discipline     | Goud                                                                                           | Goud | Zilver                                                                      | Zilver | Brons                                                                     | Brons |
| -------------- | ---------------------------------------------------------------------------------------------- | ---- | --------------------------------------------------------------------------- | ------ | ------------------------------------------------------------------------- | ----- |
| Floret ploegen | Elisa Di Francisca Margherita Granbassi Giovanna Trillini Valentina Vezzali                    | ITA  | Laura Gabriela Badea-Cârlescu Cristina Ghiță Roxana Scarlat Cristina Stahl  | ROU    | Sylwia Gruchała Magdalena Mroczkiewicz Anna Rybicka Małgorzata Wojtkowiak | POL   |
| Sabel ploegen  | Jekaterina Fjodorkina Jelena Netsjajeva Sofja Velikaja Svetlana Verteletskaja Jelena Zjemajeva | RUS  | Emma Baratta Emily Jacobson Sada Jacobson Aleksandra Shelton Mariel Zagunis | USA    | Cécile Argiolas Léonore Perrus Anne-Lise Touya Pascale Vignaux            | FRA   |

## Medaillespiegel
| Plaats | Land             | Goud | Zilver | Brons | Totaal |
| 1      | Italië           | 1    | 0      | 0     | 1      |
| 1      | Rusland          | 1    | 0      | 0     | 1      |
| 3      | Roemenië         | 0    | 1      | 0     | 1      |
| 3      | Verenigde Staten | 0    | 1      | 0     | 1      |
| 5      | Frankrijk        | 0    | 0      | 1     | 1      |
| 5      | Polen            | 0    | 0      | 1     | 1      |
| Totaal | Totaal           | 2    | 2      | 2     | 6      |

1937 · 1938 · 1947 · 1948 · 1949 · 1950 · 1951 · 1952 · 1953 · 1954 · 1955 · 1956 · 1957 · 1958 · 1959 · 1961 · 1962 · 1963 · 1965 · 1966 · 1967 · 1969 · 1970 · 1971 · 1973 · 1974 · 1975 · 1977 · 1978 · 1979 · 1981 · 1982 · 1983 · 1985 · 1986 · 1987 · 1988 · 1989 · 1990 · 1991 · 1992 · 1993 · 1994 · 1995 · 1997 · 1998 · 1999 · 2000 · 2001 · 2002 · 2003 · 2004 · 2005 · 2006 · 2007 · 2008 · 2009 · 2010 · 2011 · 2012 · 2013 · 2014 · 2015 · 2016 · 2017 · 2018 · 2019 · 2022 · 2023